# 14 Pułk Huzarów (austro-węgierski)

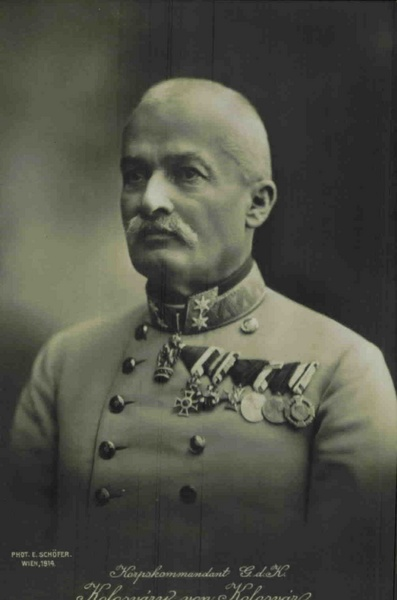
Szef pułku Desiderius Kolossváry de Kolosvár

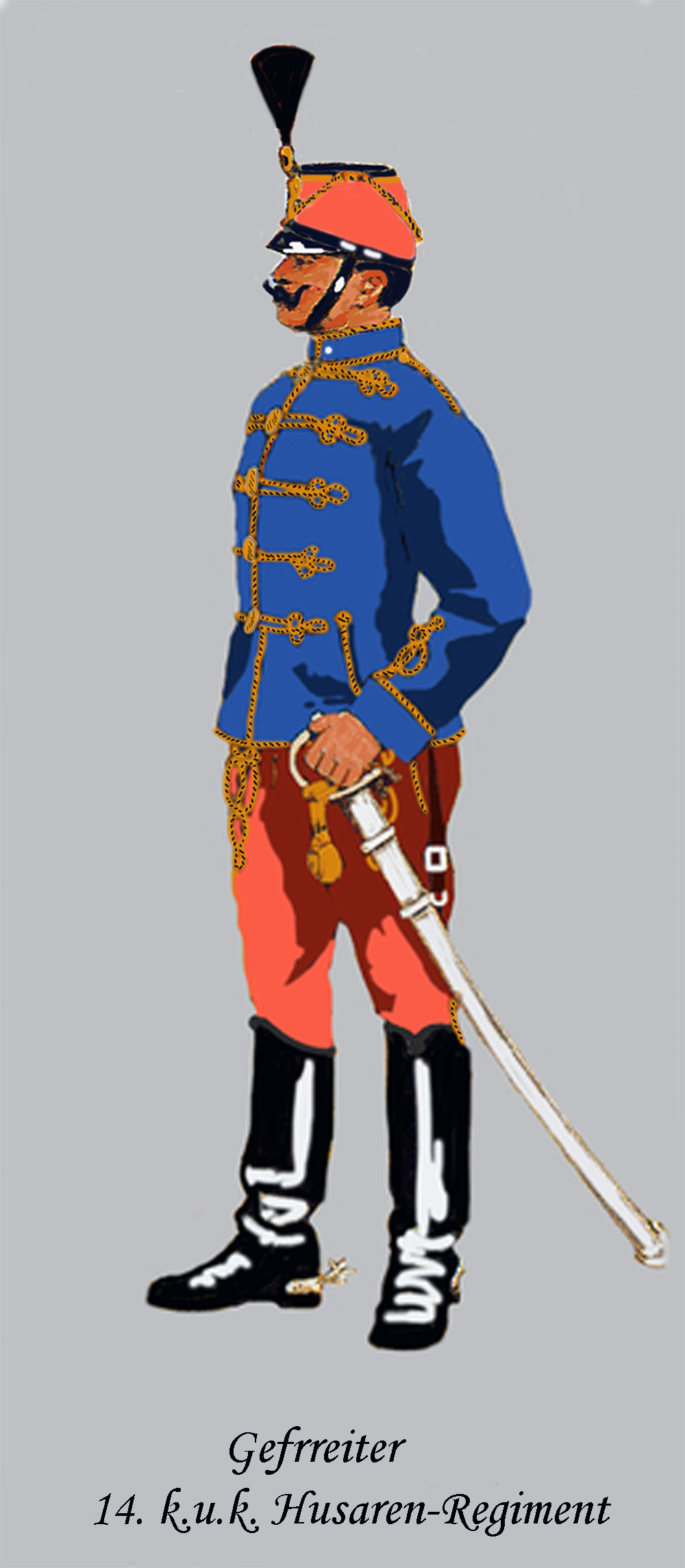
Huzar HR. 14

Pułk Huzarów Kolossváry Nr 14 (HR. 14) – pułk kawalerii cesarskiej i królewskiej Armii.
Pełna nazwa niemiecka: Husarenregiment Kolossváry Nr 14.
Data utworzenia: 1859 rok.
Szef pułku: generał kawalerii Desiderius Kolossváry de Kolosvár (od 1913).
W 1914 roku pułk stacjonował w Nyíregyháza na terytorium 6 Korpusu i wchodził w skład 6 Brygady Kawalerii w Miszkolcu.
Żołnierze nosili attylę jasnoniebieską, a guzy do pętlic („oliwki”) były złote; czako –  czerwone.

## Organizacja pokojowa pułku
- Komenda
- pluton pionierów
- patrol telegraficzny
- kadra zapasowa
- 1. dywizjon
- 2. dywizjon

W skład każdego dywizjonu wchodziły trzy szwadrony liczące 117 dragonów. Stan etatowy pułku liczył 37 oficerów oraz 874 podoficerów i żołnierzy.

## Komendanci pułku
- płk Franz Matskási von Tinkova (1913 – 1914[2])